# Andrena minutula
Pszczolinka głogowianka (Andrena minutula) – gatunek samotnej pszczoły z rodziny pszczolinkowatych (Andrenidae). Występuje w Europie, w tym w Polsce, i Azji.
A. minutula należy do podrodzaju Micrandrena, skupiającego pszczolinki o bardzo małych rozmiarach ciała (zwykle poniżej 8 mm). Jest to jeden z najliczniejszych podrodzajów zachodniej Palearktyki. Pszczoła ta występuje w dwóch pokoleniach w roku. Osobniki należące do wiosennego i letniego pokolenia bywały uznawane za dwa odrębne gatunki na podstawie drobnych różnic w punktowaniu i urzeźbieniu ciała.
Gniazda są zakładane pojedynczo, nie w koloniach. A. minutula kopie je samodzielnie w ziemi. Pokarmem jest pyłek i nektar wielu różnych gatunków roślin.
Jako pasożyty podawane są koczownice Nomada guttulata i N. flavoguttata, których larwy rozwijają się w gniazdach A. minutula, a także przedstawiciele wachlarzoskrzydłych, Stylops spreta i S. kaguyae.

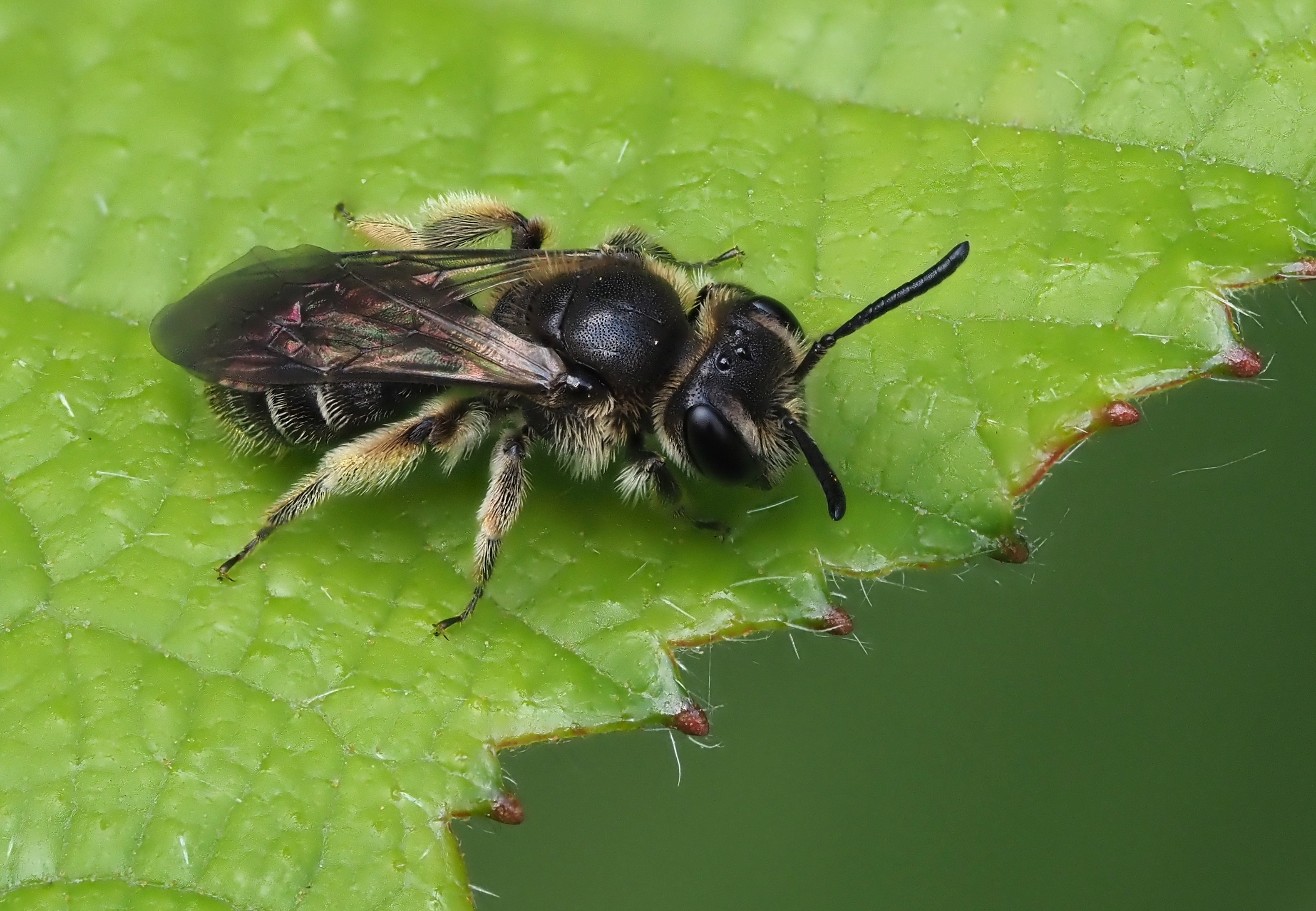
Samica pszczolinki A. minutula lub jednego z podobnych gatunków (pewne oznaczenie ze zdjęć nie zawsze jest możliwe)